# Valderrama (Antique)
Valderrama é um município de  quarta classe de renda municipal (d) na província Antique, nas Filipinas. De acordo com o censo de 1 de maio  de  2020 possui uma população de 19 971 pessoas e 4 750 domicílios.